# The Clove (Thomas Cole)
The Clove es una obra de Thomas Cole, pintor estadounidense de origen británico, considerado el fundador de la Escuela del río Hudson.

## Introducción
Kaaterskill Clove, o simplemente The Clove, es un desfiladero o, más bien, un valle profundo en las Montañas de Catskill, situado al oeste de Palenville, estado de Nueva York. Fue formado por Kaaterskill Creek, un afluente de Catskill Creek, y se estima por los geólogos que podría tener una antigüedad de un millón de años. En algunos puntos The Clove tiene una profundidad de 762 metros.
Esta obra no tiene fecha, sin embargo, puede ser que Cole la pintara antes de 1827, cuando, hasta donde se sabe, se exhibió por primera vez.  Se puede suponer que Cole desarrolló la composición para The Clove a partir del grupo de bocetos que hizo en la zona en el año 1826. En 1826 el artista compiló una lista de cuadros pintados en su estudio de Nueva York entre 1825 y 1826; el número 24 de la lista es "View down the Clove." Aunque no se menciona a ningún propietario y no se da ningún precio, probablemente se trata de esta pintura del New Britain Museum of American Art.
Thomas Cole fue el primer artista importante en representar el área de The Clove. Cole hizo varias excursiones a las Montañas de Castkill entre 1825 y 1826, al Lake George (New York) en 1826, y a las Montañas Blancas (Nuevo Hampshire) en 1827. Cole había experimentado personalmente los aspectos variables y contradictorios de la Naturaleza. Cómo era su hábito, Cole expresó sus reacciones en sus poemas, cartas y entradas en sus diarios. Aunque no hizo ninguna anotación sobre esta pintura en concreto, existen comentarios sobre parajes similares en las montañas de Catskill. Estas notas, como la propia pintura, hablan de las condiciones amenazantes y peligrosas que había vivido personalmente. La recompensa para el pintor, así como para el espectador, es una visión de lo sublime, un sentimiento exaltado de la Naturaleza en su infinitud.

## Análisis de la obra
- Pintura al óleo sobre lienzo; año 1827 circa; 64,1 x 89,2 cm.; New Britain Museum of American Art; New Britain (Connecticut)
- No está firmado ni fechado.

Cuando Cole llegó a Kaaterskill Clove, esta zona se estaba convirtiendo en un centro importante de la industria del curtido. Además, los turistas comenzaban a llegar, debido a la mejora del transporte y del alojamiento. La población de los indígenas norteamericanos en la zona había sido diezmada por las enfermedades y las guerras. La representación por parte de Cole de The Clove, reforzada por la figura de un indígena, es probablemente idealizada. Por tanto, tal vez este lienzo deba interpretarse como una imagen nostálgica de la primera etapa de la historia de los Estados Unidos. Una limpieza del lienzo del año 1964 reveló la actual figura del nativo norteamericano, así como lo que parecen ser los vestigios de otra, a su izquierda. Las grietas en la superficie de la pintura son uniformes, lo que permite afirmar que si Cole había introducido otra figura en la composición, probablemente decidió eliminarla, como tal vez también lo hizo con la actual figura.
The Clove es probablemente la obra maestra de la primera etapa de Cole. Es una composición audaz, dominada por fuertes contrastes de luz y sombra, donde Cole expresa expresa las emociones vividas en la Naturaleza virgen norteamericana. La vista es hacia el oeste, con las montañas de Berkshire visibles en la distancia. El paso de las nubes de tormenta, los troncos de los árboles muertos, los colores del otoño en el bosque y la figura solitaria del indígena norteamericano, hablan de soledad, inquietud y destrucción, pero la luz del Sol emergente, la panorámica profunda y el manantial en forma de pequeña cascada, hablan de la regeneración y del infinito.
Esta intensidad llevó a Cole a transformar la estética pictórica de lo pintoresco, teorizado por William Gilpin y Uvedale Price, hacia un estilo personal asimilado a la espiritualidad del Romanticismo. Esta pintura, junto con otros paisajes tempranos de Cole, como Sunny Morning on the Hudson River (1827), y Cascadas de Kaaterskill (1826) preparan el terreno para ambiciosas obras posteriores, como Schroon Mountain, Adirondacks (1838).